# Tecmerium
Tecmerium là một chi bướm đêm thuộc họ Blastobasidae.